# 335 př. n. l.

## Hlavy států
- Perská říše – Dareios III. (336 – 330 př. n. l.)
- Egypt – Dareios III. (336 – 332 př. n. l.)
- Bosporská říše – Pairisades I. (349 – 311 př. n. l.)
- Kappadokie – Ariarathes I. (350 – 331 př. n. l.)
- Bithýnie – Bas (376 – 326 př. n. l.)
- Sparta – Kleomenés II. (370 – 309 př. n. l.) a Ágis III. (338 – 331 př. n. l.)
- Athény – Pythodilus (336 – 335 př. n. l.) » Evaenetus (335 – 334 př. n. l.)
- Makedonie – Alexandr III. Veliký (336 – 323 př. n. l.)
- Epirus – Alexander I. (343 – 330 př. n. l.)
- Římská republika – konzulové M. Atilius Regulus Calenus a Marcus Valerius Corvus (335 př. n. l.)
- Syrakusy – vláda oligarchie (337 – 317 př. n. l.)
- Kartágo – Gisco (337 – 330 př. n. l.)
- Numidie – Zelalsen (343 – 274 př. n. l.)